# فرانسوا كلاري
فرانسوا كلاري (بالفرنسية: François Clary)‏ هو مالك سفن ‏ فرنسي، ولد في 24 فبراير 1725 في مارسيليا في فرنسا، وتوفي بنفس المكان في 20 يناير 1794، وكما أنه والد جولي ملكة إسبانيا وديزيريه ملكة السويد والنرويج.